# 覃问
覃问，唐朝中期岭南蛮酋别帅。
安史之乱后，岭南蛮族酋长梁崇牵自称“平南十道大都统”，与别帅覃问占据容州，又和西原蛮人张侯、夏永、吴功曹等连兵攻陷城邑，攻陷道州据城五十余日。大历六年（771年），容管经略使王翃攻克容州，生擒梁崇牵。王翃百馀战，擒获蛮族首领七十，覃问逃走。大历十年（775年），哥舒晃杀节度使吕崇贲，路嗣恭讨伐哥舒晃，王翃派遣将领李实率军援助广州。西原贼率覃问再次招合夷獠，他说：“容州兵马尽赴广州，容州城可以图谋。”于是乘虚袭击容州。王翃知其到来，伏兵进击，生擒覃问，其众大败。